# 노란 잠수함
노란 잠수함(Yellow Submarine)은 미국에서 제작된 조지 더닝 감독의 1968년 애니메이션, 모험, 코미디, 판타지, 뮤지컬 영화이다. 존 레논 등이 주연으로 출연하였다.
초기 언론 보고에 따르면 목소리는 비틀즈가 직접 맡을 것으로 여겨졌다. 그러나 비틀즈는 이 영화의 클로징 씬에만 참여했으며 그 외에는 다른 배우들이 목소리를 맡았다.
비틀즈의 이전 영화 매지컬 미스테리 투어와 대조적으로 이 영화는 대중들로부터 긍정적인 평가를 받았다.

## 출연

### 주연
- 존 레논
- 폴 매카트니
- 조지 해리슨
- 링고 스타

### 조연
- 폴 안젤리스
- 존 클리브
- 딕 에머리